# Josep Lluís Núñez
José Luís Núñez Clemente, conosciuto col nome catalanizzato di Josep Lluís Núñez (Guriezo, 7 settembre 1931 – Barcellona, 3 dicembre 2018), è stato un dirigente sportivo spagnolo, presidente del Barcellona dal 1978 al 2000.

## Biografia
Eletto presidente il 1º luglio 1978 con l'obiettivo di dare stabilità economica al club, inaugurò una delle epoche di maggiore successo nella storia del FC Barcelona. Durante i suoi ventidue anni di presidenza, le quattro squadre della polisportiva conquistarono ben 176 trofei – 30 nel calcio, 36 nella pallacanestro, 65 nella pallamano e 45 nell'hockey su pista. L'apice del successo fu raggiunta nel 1999, anno del centenario del club, quando ciascuna delle quattro squadre si fregiò del titolo di campione di Spagna. Sotto la presidenza Nuñez il FC Barcelona fu altresì incoronato campione d'Europa nel calcio (1992).
Nuñez fu rieletto per due volte senza opposizioni, ma nel 1988 dovette affrontare una ribellione dei calciatori nota come L'ammutinamento di Hesperia (dal nome dell'hotel dove i giocatori si riunirono), che si concluse con la cessione di gran parte dei calciatori della squadra: solo il portiere Andoni Zubizarreta rimase nella rosa del FC Barcelona. In seguito Nuñez ingaggiò come allenatore Johan Cruijff, che diede avvio all'era del cosiddetto Dream Team (Squadra dei Sogni), che vinse numerosi titoli nazionali e internazionali, compresa la Coppa dei Campioni 1992.
Nel 1989 vinse nuovamente le elezioni contro Sixte Cambra e quattro anni più tardi fu rieletto senza opposizioni. Nel 1994 costituì la Fondazione F.C. Barcelona per impedire la trasformazione del club in una società sportiva di proprietà privata, secondo la legge spagnola.
Nel 1996 dissapori con Johan Cruyff condussero alle dimissioni di quest'ultimo. Da allora Nuñez dovette affrontare un'aperta opposizione guidata dall'ex allenatore. Nel 1997 fu rieletto per l'ultima volta, battendo il rivale Àngel Fernández. Alcuni mesi dopo superò un voto di sfiducia del partito di opposizione denominato Elefant Blau. Uno dei leader di questo movimento, Joan Laporta, sarebbe divenuto il presidente del club nel 2003.
Nel 1996 aveva ingaggiato come allenatore Bobby Robson ed un anno dopo Louis van Gaal. L'assenza di successi nel terzo anno della gestione van Gaal e la mancanza di intesa con i tifosi causarono le dimissioni del tecnico e dello stesso Nuñez, provato dalle pressioni. Nel 2000 lasciò la presidenza del club dopo ventidue anni.
Malgrado i numerosi successi, Nuñez conobbe una certa impopolarità presso i tifosi. Il suo rifiuto di concedere ai calciatori ricchi ingaggi gli costò molte critiche e fu, secondo alcuni, la causa della partenza dal FC Barcelona di campioni come  Ronaldo, Bernd Schuster, Hristo Stoičkov e Luís Figo.